# Bielovce
Bielovce (in ungherese Ipolybél) è un comune della Slovacchia facente parte del distretto di Levice, nella regione di Nitra.